# Guido Morisi
Guido Morisi (Bologna, 8 febbraio 1903 – Roma, 4 gennaio 1951) è stato un attore italiano, attivo in teatro e nel cinema.

## Biografia
Debutta a teatro nel 1926, a 23 anni, nella Compagnia di Alfredo De Sanctis, dopo alcune esperienze da dilettante in filodrammatiche della sua città natale. In seguito prosegue una carriera ragguardevole recitando con i maggiori nomi di quell'epoca come Marta Abba, Alda Borelli, Uberto Palmarini, Maria Melato, Emma Gramatica e Sergio Tofano. Coglie due successi personali nel 1938 con le due commedie Tovarich di Jacques Deval e Scuola di perfezionamento di Terence Rattigan. Sul grande schermo inizia a lavorare sempre in quell'anno non andando però oltre i ruoli di caratterista. Nel dopoguerra passò al Teatro di rivista, avviando una collaborazione con Renato Rascel che s'interrompe improvvisamente a causa della prematura morte avvenuta a 47 anni.
Dalla relazione con la soubrette Ermellina Banfi  (1926-2018), sulle scene con il comico Erminio Macario (recitò anche a fianco di Rascel, Ugo Tognazzi, Dapporto, Vianello)., nacque (1947) la loro figlia, Nicoletta, che poi fu adottata dal celebre attore frascatese Tino Buazzelli che sposò la Banfi: lui la conquistò, le diede il cognome e crebbe la figlia come sua.

## Filmografia

### Attore
- Il suo destino, regia di Enrico Guazzoni (1938)
- Arditi civili, regia di Domenico Gambino (1940)
- Capitan Fracassa, regia di Duilio Coletti (1940)
- Un marito per il mese d'aprile, regia di Giorgio Simonelli (1941)
- Il re si diverte, regia di Mario Bonnard (1941)
- Il mercante di schiave, regia di Duilio Coletti (1942)
- Perdizione, regia di Carlo Campogalliani (1942)
- Miliardi, che follia!, regia di Guido Brignone (1942)
- Musica proibita, regia di Carlo Campogalliani (1942)
- Due cuori fra le belve, regia di Giorgio Simonelli (1943)
- T'amerò sempre, regia di Mario Camerini (1943)
- Silenzio, si gira!, regia di Carlo Campogalliani (1943)
- Campo de' fiori, regia di Mario Bonnard (1943)
- L'ippocampo, regia di Gian Paolo Rosmino (1943)
- Nebbie sul mare, regia di Hans Hinrich e Marcello Pagliero (1944)
- I bambini ci guardano, regia di Vittorio De Sica (1944)
- Amanti in fuga, regia di Giacomo Gentilomo (1946)
- Voglio bene soltanto a te!, regia di Giuseppe Fatigati (1946)
- Dove sta Zazà?, regia di Giorgio Simonelli (1947)
- I pompieri di Viggiù, regia di Mario Mattoli (1949)
- Paolo e Francesca, regia di Raffaello Matarazzo (1950)
- È arrivato il cavaliere, regia di Steno e Monicelli (1950)
- Il brigante Musolino, regia di Mario Camerini (1950)
- Io sono il Capataz, regia di Giorgio Simonelli (1951)
- Il sogno di Zorro, regia di Mario Soldati (1951)